# Declaración unilateral de independencia
Se denomina  declaración unilateral de independencia (DUI) al proceso político por el cual las autoridades o la población de un territorio, estado constituyente o cualquier entidad subnacional declaran su independencia sin un acuerdo formal con el estado soberano del cual se separan. 

## DUI a lo largo de la historia
El primer uso formal del término tuvo lugar cuando Rodesia, colonia del Reino Unido, se declaró independiente del Reino Unido en 1965 sin acuerdo con este estado. No obstante, un gran número de declaraciones de independencia han sido, de hecho, unilaterales comenzando por el Acta de abjuración de las Provincias Unidas en 1581, si bien se puede considerar a la Declaración de Arbroath de 1320 como un precedente. 
La expresión «Declaración de independencia» aparece por primera vez en el acta del Congreso Continental emitida el 4 de julio de 1776, la cual rompía los vínculos de las Trece Colonias (desde entonces Estados Unidos de América) con el Reino de Gran Bretaña. 
En Hispanoamérica, las colonias, legalmente consideradas reinos de la monarquía española, proclamaron su autonomía y luego su independencia a partir de la desaparición del poder real y ante la usurpación del trono por parte de José Bonaparte, hermano del emperador Napoleón. Estas declaraciones provocaron un  prolongado conflicto político-militar entre las nuevas autoridades y las emanadas del estado español; en especial después de la derrota napoleónica y la restauración de Fernando VII. Tras la derrota de los llamados realistas, partidarios de mantener la dependencia del monarca, los patriotas, es decir los partidarios de la independencia, obtuvieron el reconocimiento internacional y por último de España.  
En el caso del Brasil, esta posesión se convirtió en sede de la familia real portuguesa ante la invasión francesa y logró su independencia como reino, luego imperio, por acción de Pedro I, hijo del monarca portugués quien proclamó unilateralmente la independencia en Ipiranga. 
La invasión napoleónica a España también motivó la creación de resistencias locales al nuevo régimen, que desencadenaron una guerra de liberación con apoyo británico, conocida también como independentista.

## Declaraciones unilaterales de independencia en la historia
| Fecha | Estado declarado                      | Origen                          | Independencia de facto            | Reconocimiento internacional | Notas |
| ----- | ------------------------------------- | ------------------------------- | --------------------------------- | ---------------------------- | --- |
| 1581  | Provincias Unidas de los Países Bajos | España                          | Sí                                | Sí                           | Las provincias de Brabante, Güeldres, Zutphen, Holanda, Zelanda, Frisia, Malinas y Utrech abjuraron de su obediencia al rey Felipe II. La guerra de Independencia de los Países Bajos continuó hasta 1648 con el reconocimiento de la independencia de las siete Provincias Unidas por parte de España. |
| 1776  | Estados Unidos                        | Reino Unido                     | Sí tras la victoria militar.      | Sí                           | La guerra de independencia duró desde 1775 a 1783, año en el cual el Reino Unido reconoció la independencia de los Estados Unidos. Sin embargo en 1812 los británicos destruyeron la ciudad de Washington en respuesta a la invasión de Estados Unidos a sus colonias en el norte, lo que hoy en día es Canadá. |
| 1810  | Colombia                              | España                          | Sí tras victoria militar en 1819. | Sí a partir de 1819.         | El 20 de julio de 1810 se dio el Grito de Independencia de Santafé, que se fue replicando en otras poblaciones como Mompox (1811) y Cartagena de Indias (1811). En 1813, España inició la recuperación de los territorios perdidos, la cual quedó consolidada en 1816. En 1819, tras la batalla de Boyacá, se expulsó a los españoles del territorio de la actual Colombia. |
| 1811  | Venezuela                             | España                          | Sí tras victoria militar en 1822. | Sí a partir de 1822.         | España libró una guerra que duró hasta 1823 y el estado venezolano desapareció en medio de una guerra civil. Se incorporó a la Gran Colombia, que logró la independencia, y terminó desmembrándose. Posteriormente España reconoció la independencia de la nueva república venezolana en 1845. |
| 1816  | Argentina                             | España                          | Sí tras victoria militar en 1814. | Sí a partir de 1822.         | Las Provincias Unidas del Río de la Plata combatieron hasta 1810 y 1814 hasta obtener su independencia de facto. Más allá los rioplatenses siguieron combatiendo a lo largo del continente por la independencia de otros países. Paraguay se separó inmediatamente de las Provincias Unidas. Uruguay lo imitó, y fue invadido por Brasil. España reconoció la independencia de Argentina en 1859. |
| 1818  | Chile                                 | España                          | Sí tras victoria militar en 1818  | Sí a partir de 1822.         | España reconoció la independencia chilena en 1844 |
| 1821  | México                                | España                          | Sí tras victoria militar en 1821  | Sí a partir de 1822.         | La Nueva España queda desmembrada. Cuba permanece con España. Estados Unidos adquiere las Floridas y Texas se proclama independiente tras una guerra. El Reino de Guatemala se separa y se proclama independiente de México. España reconoció la independencia mexicana en 1836. |
| 1821  | Centroamérica                         | España                          | Sí                                | Sí                           | España reconoció la independencia guatemalteca y hondureña en 1863, reconoció la independencia salvadoreña en 1865, y reconoció la independencia nicaragüense y costarricense en 1850. |
| 1821  | Perú                                  | España                          | Sí tras victoria militar en 1824  | Sí a partir de 1822.         | España reconoció la independencia peruana en 1879. |
| 1830  | Bélgica                               | Países Bajos                    | Sí                                | Sí                           | DUI (4 de octubre de 1830). Reconocida por las principales potencias europeas por el Tratado de Londres de 1839. |
| 1898  | Filipinas                             | España                          | No                                | No                           | Conquistada militarmente por Estados Unidos a España, Estados Unidos la ocupó y la convirtió en un Estado Libre Asociado hasta permitir su independencia definitiva en 1946, después de la Segunda Guerra Mundial. |
| 1903  | Panamá                                | Colombia                        | Sí                                | Sí                           | Llamada República de Colombia hasta el año 1903 cuando se dio la separación definitiva con la intervención de Estados Unidos y sus intereses canaleros. Durante estos tiempos históricos en Panamá se dieron alrededor de diecisiete intentos de secesión y cuatro separaciones consumadas durante el siglo XIX. Colombia reconoció la independencia panameña en 1924. |
| 1912  | Albania                               | Imperio otomano                 | Sí                                | Sí                           | El 28 de noviembre de 1912 en Vlorë, Asamblea nacional presidida por Ismail Qemali declaró la independencia, que fue reconocida de facto el 17 de diciembre de 1912 y de iure el 29 de julio de 1918. |
| 1919  | Irlanda                               | Reino Unido                     | Sí                                | Sí                           | Después de una guerra entre el nuevo estado de Irlanda y Reino Unido se firmó un acuerdo, el Tratado anglo-irlandés firmado en Londres el 6 de diciembre de 1921. |
| 1922  | Egipto                                | Reino Unido                     | Sí                                | Sí                           | Independencia garantizada por Reino Unido. |
| 1960  | Estado de Katanga                     | República Democrática del Congo | Sí                                | No                           | Provincia congolesa escindida. Secesión terminada por la fuerza por una operación de las Naciones Unidas en 1963. |
| 1965  | Rodesia                               | Reino Unido                     | Sí                                | No                           | Colonia británica que se gobernaba a sí misma. Declaró unilateralmente la independencia como Rodesia en 1965, renombrándose como Zimbabue en 1979 cuando su independencia fue reconocida internacionalmente. |
| 1967  | Anguila                               | Reino Unido                     | No                                | No                           | Retornó a la Corona Británica en 1969. |
| 1967  | Biafra                                | Nigeria                         | Sí                                | No                           | En la actualidad parte de Nigeria. |
| 1971  | Bangladés                             | Pakistán                        | Sí                                | Sí                           | El 26 de marzo de 1971 se retransmitió una nota manuscrita, publicada en los periódicos el 27 de marzo que declaraba la independencia del estado de Bangladés. Pakistán inició una guerra para retomar el territorio, pero Bangladés finalmente logró la independencia en diciembre de ese año con la ayuda de la India. |
| 1973  | Guinea-Bisáu                          | Portugal                        | Sí                                | Sí                           | La independencia fue proclamada en Madina do Boe, ciudad que no estaba bajo el dominio portugués, y fue reconocida por varios Estados de la Organización de Unidad Africana y de las Naciones Unidas. Portugal la reconoció después de la revolución de los claveles, en 1974. |
| 1975  | República de Cabinda                  | Angola                          | No                                | No                           | Estado no reconocida formado por la provincia de Cabinda, reclamada en la actualidad por Angola. |
| 1975  | Timor Oriental                        | Portugal                        | No                                | No                           | Siete días después de la proclamación de la independencia empezó la ocupación del territorio por el ejército de Indonesia. |
| 1983  | Chipre del Norte                      | Chipre                          | Sí                                | No                           | Estado de facto. Turquía es el único estado que reconoce su independencia, proclamada tras la ocupación turca del territorio. Las Naciones Unidas la consideran parte de Chipre. |
| 1988  | Palestina                             | Israel                          | Sí                                | Sí (parcial)                 | Palestina reclama territorios ocupados por Israel desde 1967. En la actualidad el reconocimiento internacional de Palestina es mayoritario exceptuando Israel, Estados Unidos y la Unión Europea. |
| 1990. | Namibia                               | Sudáfrica                       | Sí                                | Sí                           | |
| 1990  | Transnistria                          | Moldavia                        | Sí                                | No                           | Reclamada por Moldavia. |
| 1991  | Somalilandia                          | Somalia                         | Sí                                | No                           | Reclamada por Somalia. |
| 1991. | Croacia                               | Yugoslavia                      | Sí                                | Sí                           | Fin de la guerra de Croacia. |
| 1991  | Eslovenia                             | Yugoslavia                      | Sí                                | Sí                           | Fin de la Guerra de los Diez Días. |
| 1991  | Chechenia                             | Rusia                           | Sí                                | No                           | En la actualidad República de Chechenia, parte de Rusia. |
| 1991  | Artsaj                                | Azerbaiyán                      | Sí                                | No                           | En la actualidad parte de Azerbaiyán. |
| 1991  | Osetia del Sur                        | Georgia                         | Sí                                | No                           | Reclamada por Georgia. Reconocida por Rusia y por otros países. |
| 1992  | Bosnia y Herzegovina                  | Yugoslavia                      | Sí                                | Sí                           | Fin de la guerra de Bosnia. |
| 1999  | Abjasia                               | Georgia                         | Sí                                | No                           | Reclamada por Georgia. Reconocida por Rusia y por otros países. |
| 2008  | Kosovo                                | Serbia                          | Sí                                | No (parcial)                 | Reclamada por Serbia Por resolución de las Naciones Unidas aquellos que promulgaron se acogieron bajo la legislación internacional y resoluciones específicas promulgadas por la Organización. Aunque el reconocimiento internacional es mayoritario, aún hay países que se niegan a reconocer a Kosovo como México, Corea del Norte, España, Venezuela o Rusia. No fue aceptado como miembro de las Naciones Unidas |
| 2014  | Crimea                                | Ucrania                         | Sí                                | No                           | Anexionada por Rusia después de un referéndum. Reclamada por Ucrania. |
| 2017  | Cataluña                              | España                          | No                                | No                           | La Declaración unilateral de independencia de Cataluña de 2017 fue firmada el 10 de octubre de 2017 por la mayoría institucional, no demográfica, formada por 72 diputados de los grupos de Junts pel Sí(JxSí) y la Candidatura de Unidad Popular (CUP), del parlamento regional de Cataluña, pero el presidente del gobierno autonómico, Carles Puigdemont, anunció en el pleno previo que la declaración quedaba suspendida para iniciar un diálogo con el gobierno central de España, que el Gobierno español rechazó con el argumento de que es contraria a la Constitución española de 1978 y al Estatuto de autonomía de Cataluña. El Gobierno español requirió por escrito al presidente de la Generalidad días después que respondiera si efectivamente había declarado la independencia, a lo cual no hubo una respuesta clara, si bien posteriormente respondió que no se había declarado. El 27 de octubre de 2017, el gobierno autonómico de la Generalidad declaró unilateralmente la independencia, materializándose el intento de secesión, tras la aprobación en una votación en el Parlamento regional de Cataluña, en la que Ciudadanos(Cs), Partido de los Socialistas de Cataluña (PSC) y Partido Popular (PP) abandonaron el hemiciclo. Unas horas después, el Gobierno de España aplicó el artículo 155 de la Constitución española de 1978, anunciando la destitución de todos los altos cargos del gobierno regional de la Generalidad catalana y paso a controlar toda la gestión institucional de la comunidad autónoma de Cataluña, dando por finalizado el amago jurídico de la independencia unilateral. La declaración de independencia unilateral obtuvo un amplio rechazo internacional. |

## Aspectos legales
La Corte Internacional de Justicia, en una opinión consultiva de 2010 emitida en el marco de la cuestión de la declaración de independencia de Kosovo, afirmó que «el derecho internacional general no contempla prohibiciones sobre las declaraciones de independencia y, por tanto, la declaración de independencia de Kosovo no viola el derecho internacional general.»